# Serial ATA

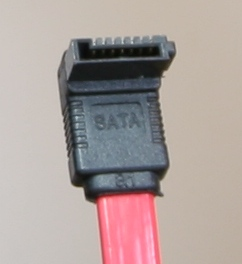
7-pins datakabel voor serial ATA

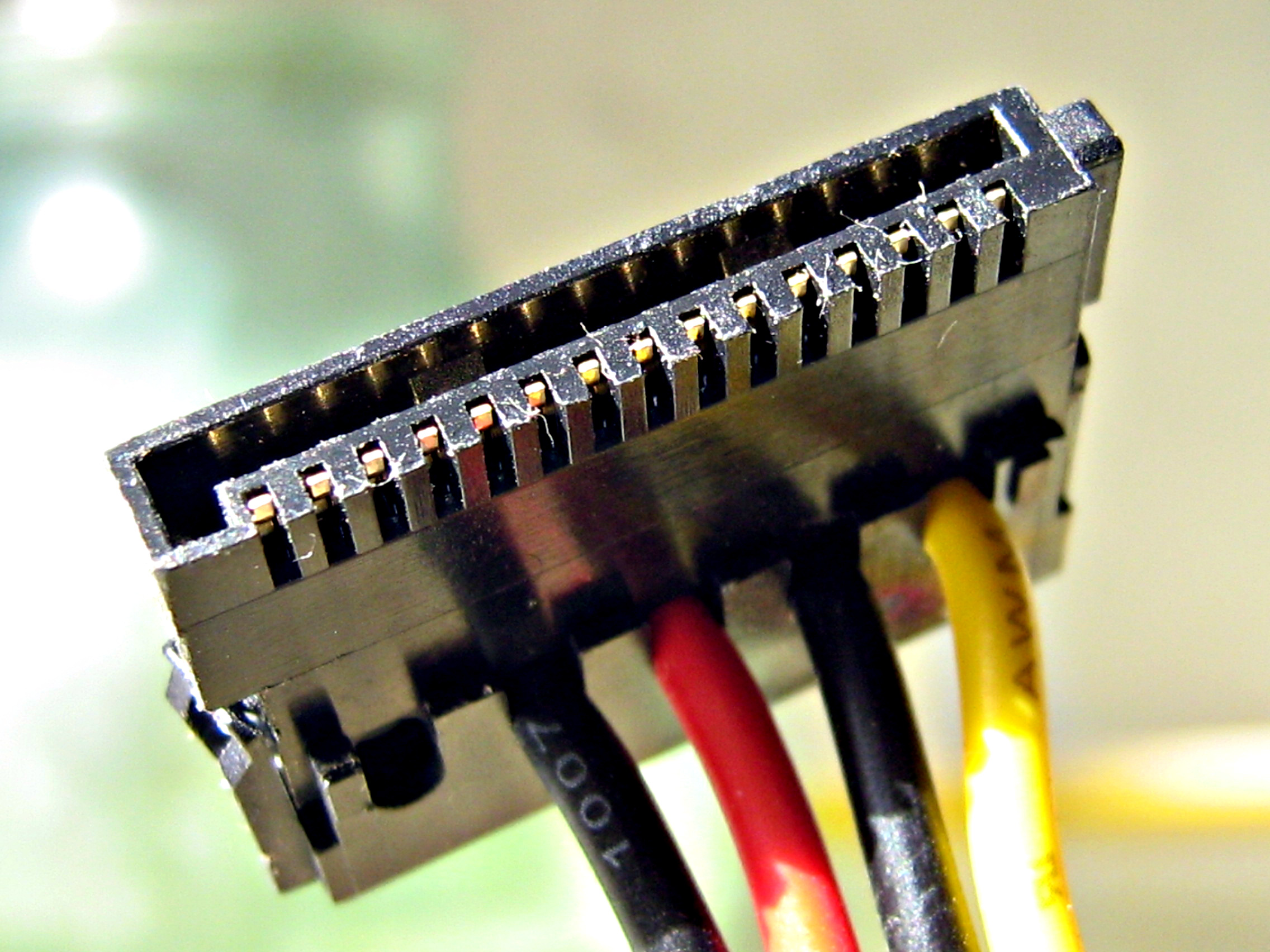
15-pins voedingsconnector voor serial ATA

Serial ATA (ook SATA of S-ATA), voluit Serial Advanced Technology Attachment, is een computerbus ontworpen voor het transport van gegevens tussen de computer en de harde schijf, SSD of dvd-/cd-speler. Serial ATA is de opvolger van Parallel ATA (PATA of P-ATA, Parallel Advanced Technology Attachment) of IDE-bus.
SATA is gebaseerd op een seriële signaleringstechniek. Het heeft een aantal praktische voordelen ten opzichte van PATA, dat op parallelle signaleringstechniek gebaseerd is en in IDE-harde schijven gebruikt wordt. De voordelen zijn dat de kabels van SATA flexibeler, dunner en minder massief zijn dan de flat cables die gebruikt worden voor PATA-harde schijven. Een SATA-kabel heeft minder last van overspraak en EMI (elektromagnetische interferentie, electromagnetic interference).

## Kenmerken
De eerste generatie stamt uit 2003 en (SATA150) werkte met een maximale doorvoersnelheid van 1,5 Gb/s.
In 2004 werd een nieuwe generatie (SATA II/SATA300) ontwikkeld die de doorvoersnelheid verhoogde tot maximaal 3 Gb/s.
SATA III/SATA600 werd verwacht in 2007, maar werd uiteindelijk uitgesteld tot eind 2008. Deze verhoogt de maximale doorvoersnelheid tot 6 Gb/s. In juli 2008 was de eerste voorlopige versie klaar. Vanaf 2010 leveren de eerste fabrikanten moederborden, harde schijven en SSD's met SATA600 aan boord.
Seriële ATA gebruikt smallere kabels dan de bandkabels van parallelle ATA, waardoor er in de computerkast meer ruimte overblijft. Dit is gunstig voor de koeling. De kabels kunnen bovendien niet verkeerd om worden aangesloten, zoals dat bij veel oudere IDE-kabels wel het geval was. Verder is er geen sprake meer van een gedeelde bus zoals bij IDE. Hierdoor is er geen onderscheid meer tussen primair en secundair.
De voedingskabels voor ATA-schijven zijn eveneens verschillend en compacter. Extra verschillen met de gangbare Molex-connectors zijn:
- 5 pinnen ten behoeve van de  massa om de totale terugvoerstroom (maximaal 7,5 A; 1,5 A per pin/ader).
- Een extra spanningsniveau van 3,3 volt (verdeeld over 3 pinnen, eveneens om aan de totale stroombehoefte te kunnen voldoen).
- Een hotplug-detectiepin per spanningsniveau die langer is dan de andere (en de massa) zodat deze bij het hot-swappable inschuiven als eerste contact maakt (zie hieronder).
- Eén pin ten behoeve van vertraagde (vertrapte) opstart (staggered spinup) vanuit de voeding zodat niet alle schijven tegelijk opstarten en ineens een grote stroombehoefte vragen.

Veel eerstegeneratie-ATA-schijven hebben vaak ook nog een klassieke vierpins-Molex-voedingsaansluiting. Ook zijn er (splitsende) verloopkabels beschikbaar met een ATA-voedingsconnector die op de Molex-pluggen kan worden aangesloten. Deze Molex-aansluitingen en verloopkabels bieden derhalve geen vertraagde opstart of 3,3 V-aansluiting. Om die reden maken veel (oudere) ATA-schijven geen gebruik van deze spanning, maar het kan dus goed zijn dat sommige ATA-schijven met alleen een ATA-voedingsaansluiting niet functioneren met zo'n verloopkabel.
Een belangrijk voordeel van SATA is dat schijven verwisseld kunnen worden terwijl de computer ingeschakeld is ( hot-swappable). Een SATA-drive kan dus gebruikt worden in plaats van een USB-stick of USB-schijf, maar met een grotere bandbreedte en grotere capaciteit. Nadeel is daarbij dat het bij de meeste computerkasten vrij omslachtig is om de drives te verwijderen en terug te plaatsen - vaak zitten er andere onderdelen in de weg zodat de computer toch moet worden uitgeschakeld.
Wel is het mogelijk om de (interne) (S)ATA-kabels bijvoorbeeld door een open slot of uitsparing in de computerkast naar buiten te voeren en naar een externe drive bay of harddisk-kast weer in te voeren; de SATA-standaards ondersteunen in de praktijk kabellengtes tot 90 à 100 cm (al is 45 à 50 hiervoor aan te raden; hoe korter hoe beter). Dergelijke lange (interne) ATA-kabels zijn doorgaans bij elke goed gesorteerde computerwinkel verkrijgbaar. Het voordeel is dat dan gebruikgemaakt kan worden van een aparte voeding voor de harde schijven. Het is hierbij dan wel uitermate belangrijk dat de massa van beide kasten met elkaar wordt verbonden. Eveneens dient te worden opgemerkt dat de kabels, die bedoeld zijn voor intern gebruik, buiten de kast gevoelig zijn voor ongewenste elektromagnetische invloeden uit de omgeving.

## eSATA
Sinds 2004 is ook een externe variant ontwikkeld voor het extern aansluiten van SATA-schijven. Daarvoor zijn aparte (S)ATA-kaarten verkrijgbaar voor een uitbreidingssleuf dat ook de datakabelaansluitpunten direct aan de buitenzijde van de computerkast biedt. De andere verschillen ten opzichte van de interne variant zijn:
- andere connectoren (dieper, vastklikaansluiting en fysiek niet uitwisselbaar met de interne connectoren)
- ronde, afgeschermde kabels tegen elektromagnetische storing
- de afscherming verbindt de massa van beide zijden met elkaar
- kabellengtes tot 200 cm worden ondersteund
- Ten gunste van de externe en/of langere data-kabels (met mogelijk meer verliezen) zijn de specificaties van de signaalniveaus verruimd:
  - De uitgaande signaalspanning (transmit) is verhoogd naar 500–600 mV in plaats van 400–600 mV
  - De inkomende signaalspanning (receive) is verlaagd naar 240–600 mV in plaats van 325–600 mV

## mSATA

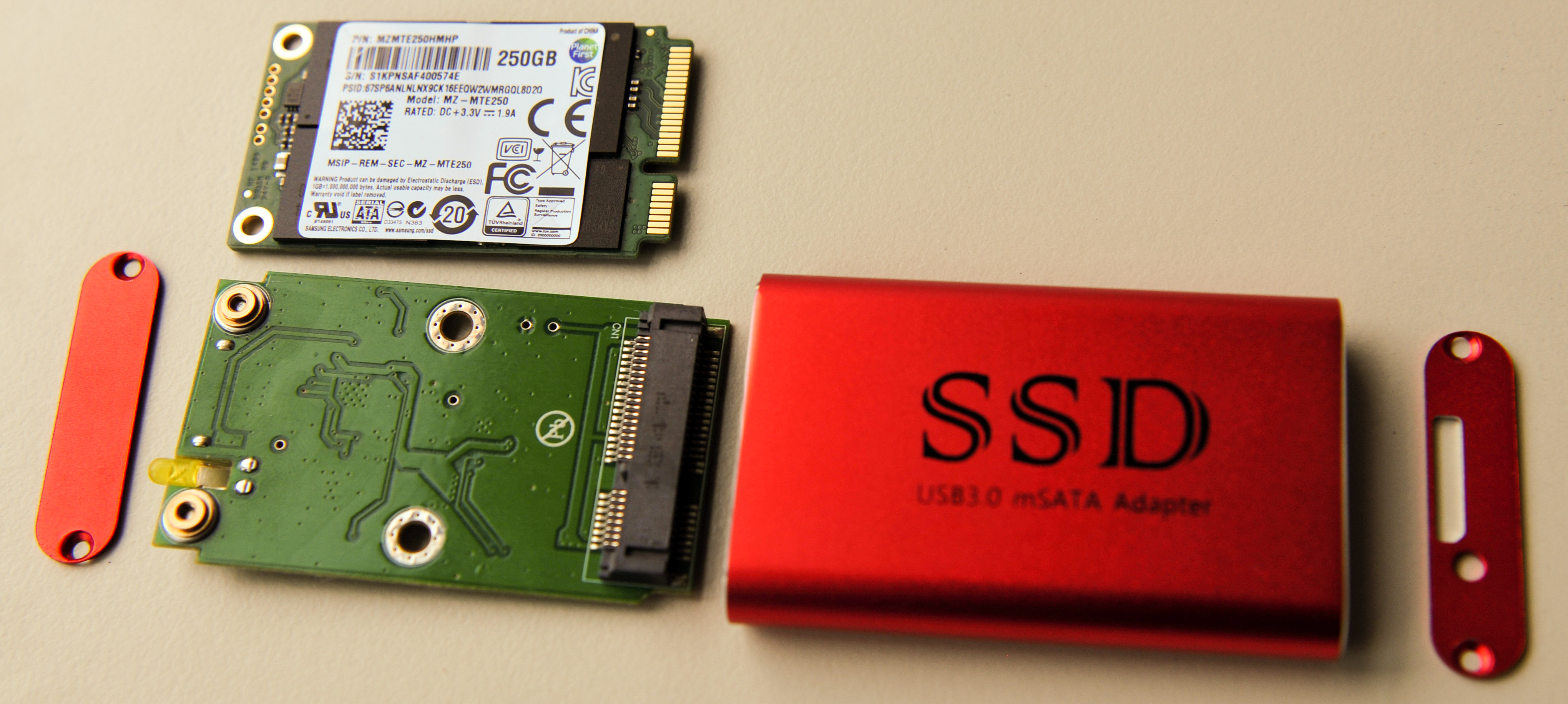
mSATA-SSD

mSATA is een variant van SATA bedoeld voor harde schijven in mobiele apparaten. mSATA-SSD's kunnen vaak zonder tussenkomst van een SATA-kabel direct op het moederbord worden aangesloten.

## Vervanging door M.2
Omdat SATA een limiet van 6 Gb/s heeft, vormt dit voor veel moderne SSD's een  flessenhals. Daarom wordt hiervoor de M.2-interface gebruikt omdat deze hogere snelheden kan bieden met PCI Express.

## Sata en Intel Sandy Bridge
In januari 2011 bracht Intel het socket 1155-platform uit. Deze generatie wordt ook wel Sandy Bridge genoemd. In de chipsets (H67 en P67) zit echter een fout, waardoor het gebruik van de Sata-300-poorten (de chipsets ondersteunen tot vier Sata-300-poorten) na ongeveer drie jaar kuren kan vertonen. Het kan zijn dat de apparaten op deze poorten een stuk minder snel werken of zelfs niet meer herkend worden. De Sata-300-aansluitingen zijn op de moederborden simpel te herkennen aan de vier zwarte aansluitingen; de twee witte zijn de snellere Sata-600-aansluitingen, welke wel correct werken. Door deze fout kunnen de eventuele data op de schijven verloren gaan. Intel erkende de fout en ging aan de slag om de fouten te verhelpen, door middel van terugroepacties van laptops en moederborden. Van sommige fabrikanten konden klanten hun geld of een ander product terugkrijgen. De vernieuwde moederborden waarbij het probleem verholpen is, hebben de aanduiding B3.